# Napomyza kandybinae
Napomyza kandybinae este o specie de muște din genul Napomyza, familia Agromyzidae, descrisă de Zlobin în anul 1994.
Este endemică în Mongolia. Conform Catalogue of Life specia Napomyza kandybinae nu are subspecii cunoscute.